# Peter Sallis
Peter Sallis (født 1. februar 1921, død 2. juni 2017) var en engelsk skuespiller, der var kendt for sit arbejde med britisk TV. Han var også kendt for at levere stemme til Walter i Walter og Trofast.

## Filmografi
- Dracula får blod på tanden (1970)